# فيروفي نورد ميلانو

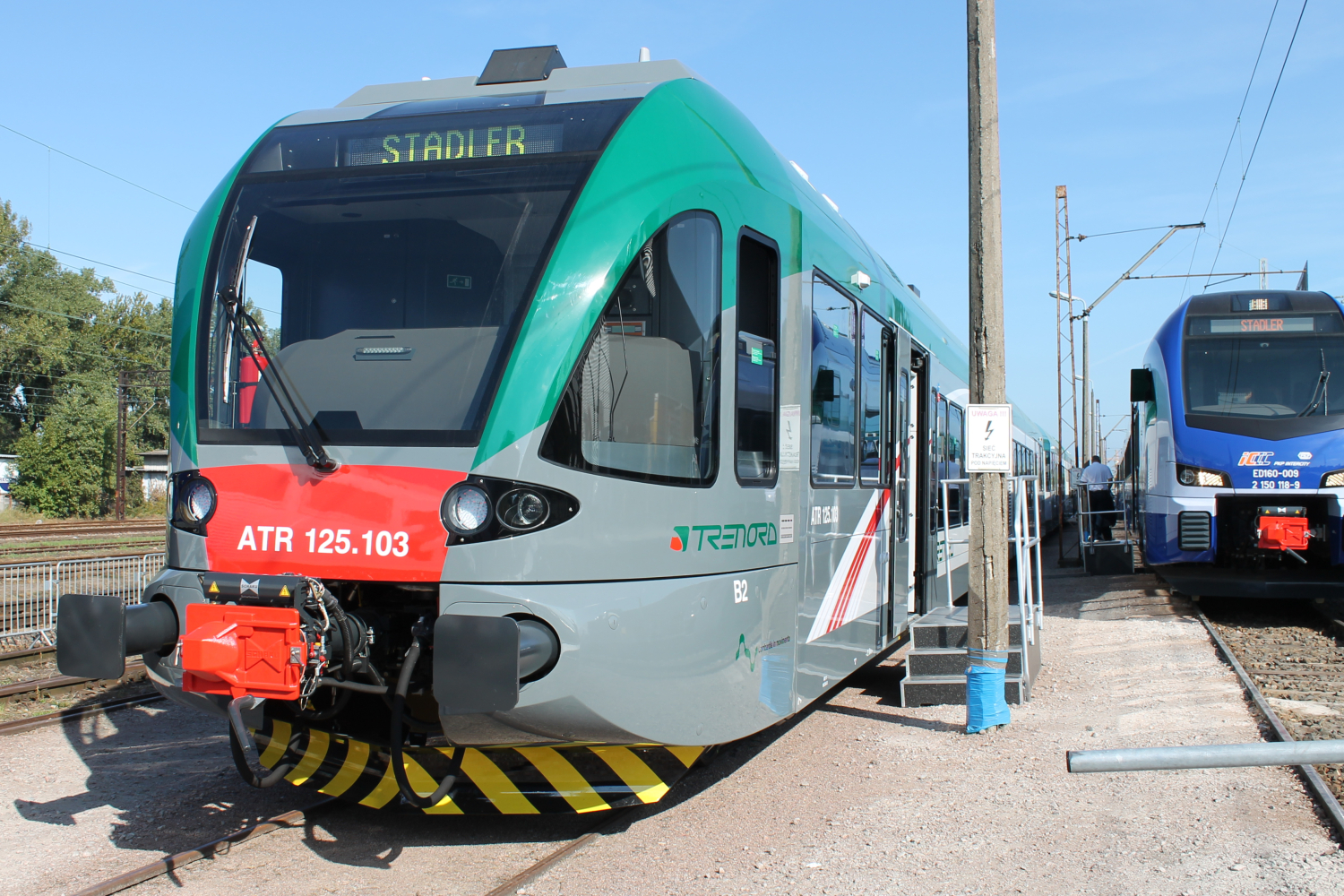
صورة لاحدى عربات الشركة

فيروفي نورد ميلانو (FNM أس بي أ) هي شركة نقل عام إيطالية : ثاني أكبر شركة سكك حديدية في إيطاليا. وهي تعمل بشكل أساسي في مناطق شمال إيطاليا في لومباردي وبيدمونت وفي كانتون تيسينو في جنوب سويسرا . مساهموها الرئيسيون المدرجة في البورصة الإيطالية هم منطقة لومباردي (57.57٪) ، فيروفي ديلو ستاتو (14.5٪) و أوريليا أس بي. أ (3٪).

## الشركات التابعة
- السكك الحديدية الشمالية
- لينورد
- فيروفي نورد ميلانو أوتوسيرفيزي. يحفر النقل البري العام في مقاطعة كومو وفاريزي وفال كامونيكا .
- نورد كارجو
- نورد لنج أس أر أل ، شركة هندسية
- نورد كوم أس بي أيه. ، تقدم خدمات المعلومات لشركات فيروفي نورد ميلانو والإدارات العامة الأخرى
- نوردإنرجيا أس بي أيه. ينتج طاقة كهربائية.
- كارجو كلاي ، شركة أخرى لنقل البضائع بالسكك الحديدية (30٪ يتقاسمها إديسر)
- سمس أس أر أل إيجارات المركبات ذات التأثير البيئي المنخفض.
- فينورد أس أر أل تقديم خدمات تجارية وتسويقية لشركة المجموعة.

## في الخيال
- في عام 2016 ، في فيلم الرسوم المتحركة بالكمبيوتر ، Thomas &amp; Friends: The Great Race ، تم تصميم إحدى قاطرات فيروفي نورد ميلانو لجينا ، التي ظهرت أيضًا في السلسلة 23 .